# Boxer Bikes
Boxer Bikes was een Frans bedrijf dat motorfietsen ontwikkelde op basis van bestaande modellen.
Boxer Bikes was een Frans constructiebedrijf in Toulouse onder leiding van Thierry en Philippe Hanriette, die onder andere zeer exclusieve en experimentele motorfietsen bouwden, waarbij gebruikgemaakt werd van ontwerpen en constructies van Alain Carré en Claude Fior. 
Bij de Boxer-machines kwam functionaliteit meestal achteraan, waardoor ze vaak beroerd stuurden. Voor de aandrijving werd gebruikgemaakt van bestaande motorblokken, meestal uit Japan. 
Fior bouwde weleens een motor onder eigen naam en hield zich ook bezig met fietsen, zweefvliegtuigen, buggy’s, karts en gemotoriseerde skateboards, Carré had een bedrijf in Parijs dat zich naast ontwerpen ook met reclame bezighield. De laatste machine waaraan men meewerkte was de Voxan Boxer VB 1 in 1999.

## Spot- en bijnamen
Claude Fior had de bijnaam "Pif"